# Поля Авраама

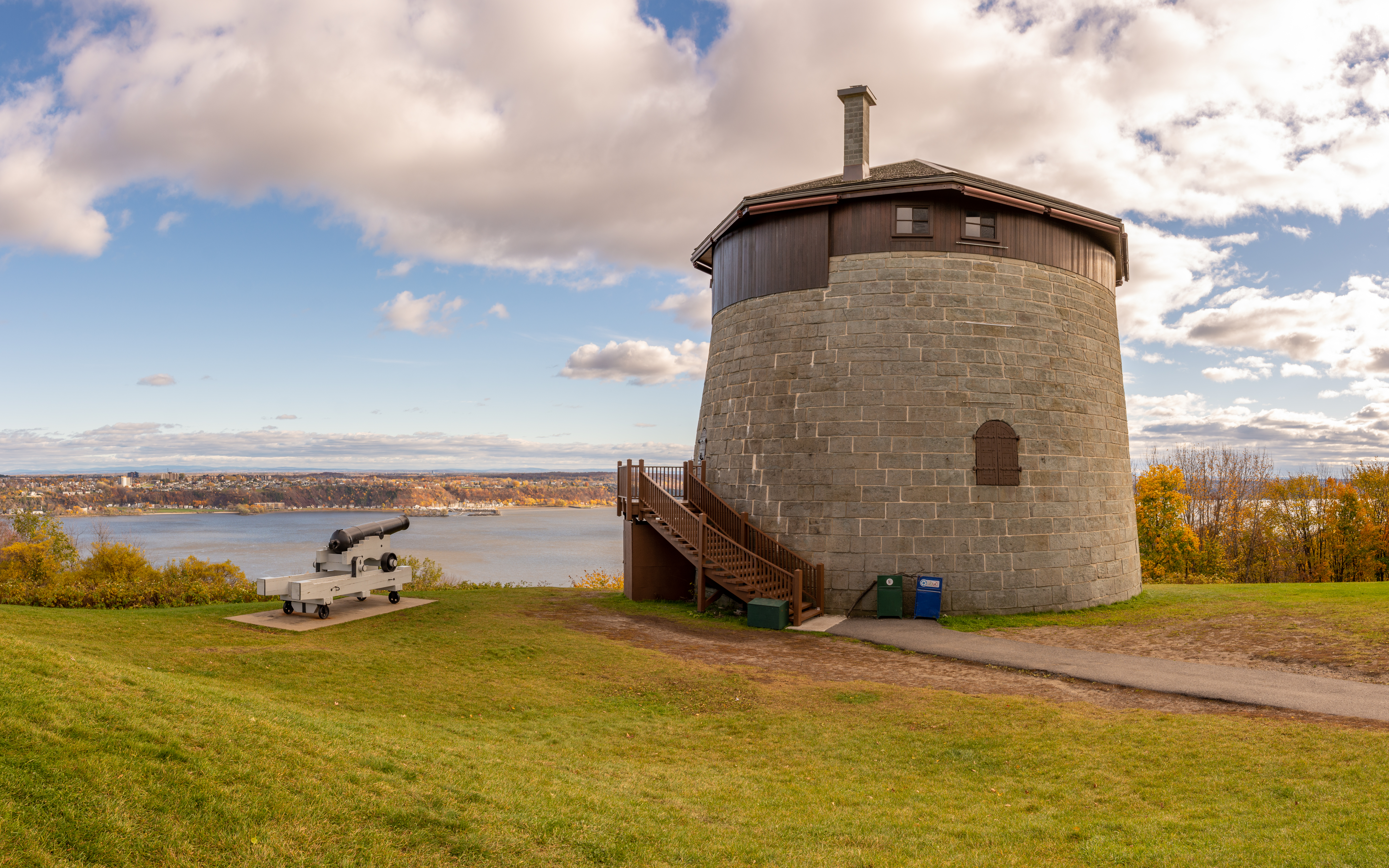
Одна з веж Мартелло — спадщина військового минулого.

Поля́ Авраа́ма (фр. Plaines d'Abraham) — місцевість біля історичного центру міста Квебек. У наші часи — частина міста, парк бойової слави. Поля названі у пам'ять Авраама Мартена Шотландця (фр. Abraham Martin dit l'Écossais) (1589–1664), який випасав там же худобу.

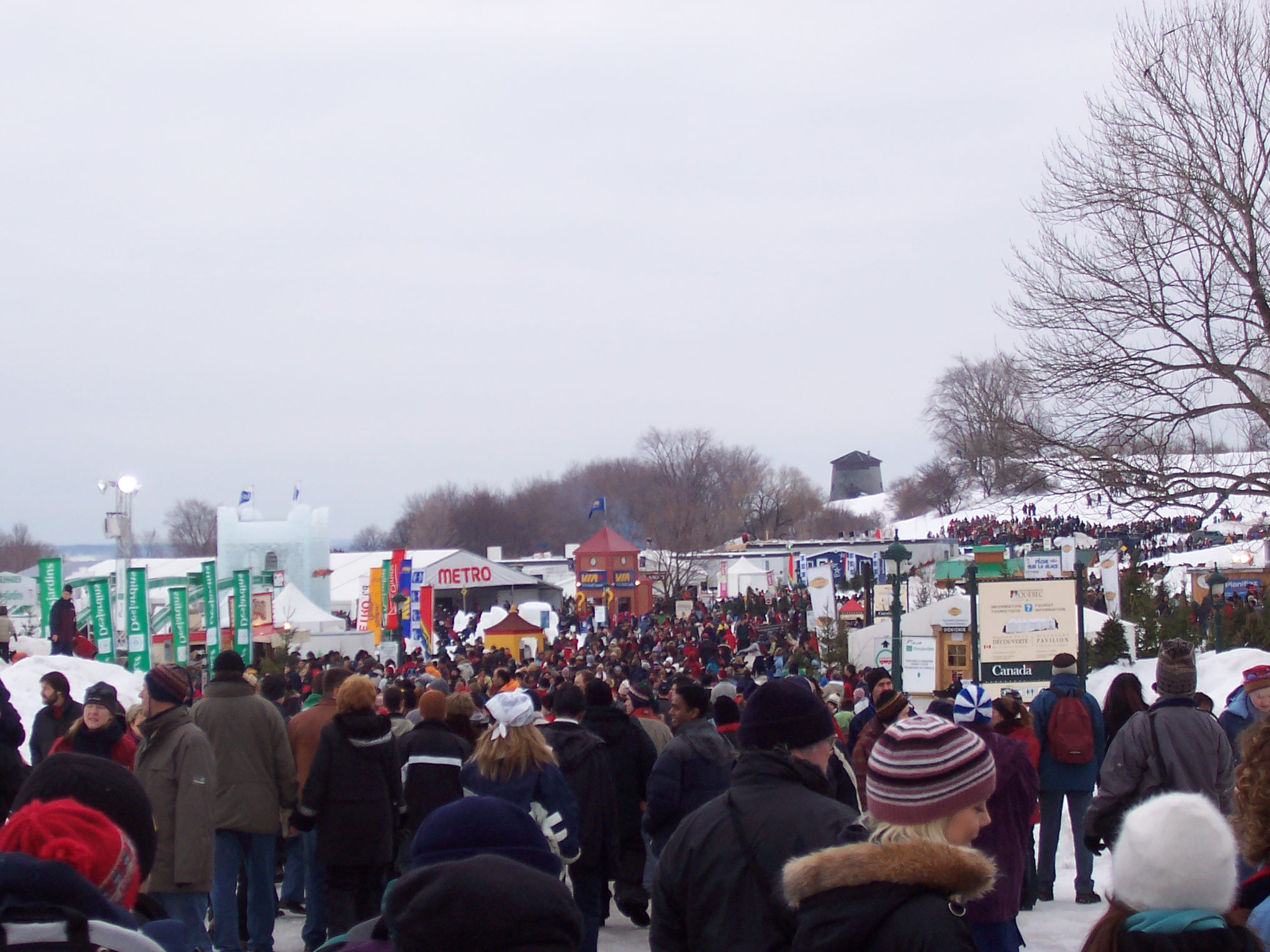

## Битва на Полях Авраама
13 вересня 1759 — на Полях Авраама (тоді — пасовисько поза мурами міста) відбулася вирішальна битва між англійцями та французами. 

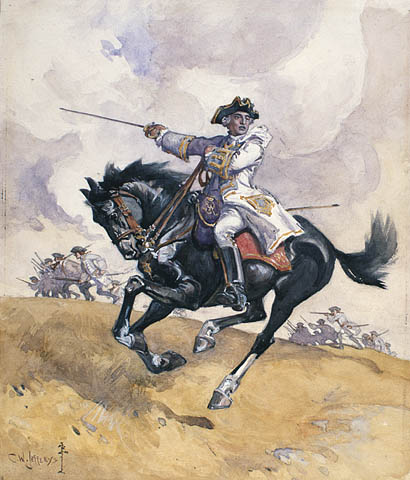
Монкам (Montcalm) веде свої війська у бій. Акварель Чарльза Вільяма Джефферіза (Charles William Jefferys) (1869–1951).

Англійські війська вів генерал Джеймс Вольф (англ. James Wolfe), французькі — маркіз де Монкам (фр. Montcalm). Обидва воєначальники загинули у цій битві.
Перемога була на боці англійців: унаслідок битви місто Квебек, а наступного року — і вся Нова Франція, перейшли під контроль Великої Британії.